# Maciej Sadlok
Maciej Sadlok (ur. 29 czerwca 1989 w Oświęcimiu) – polski piłkarz występujący na pozycji obrońcy w Sparcie Kazimiera Wielka .

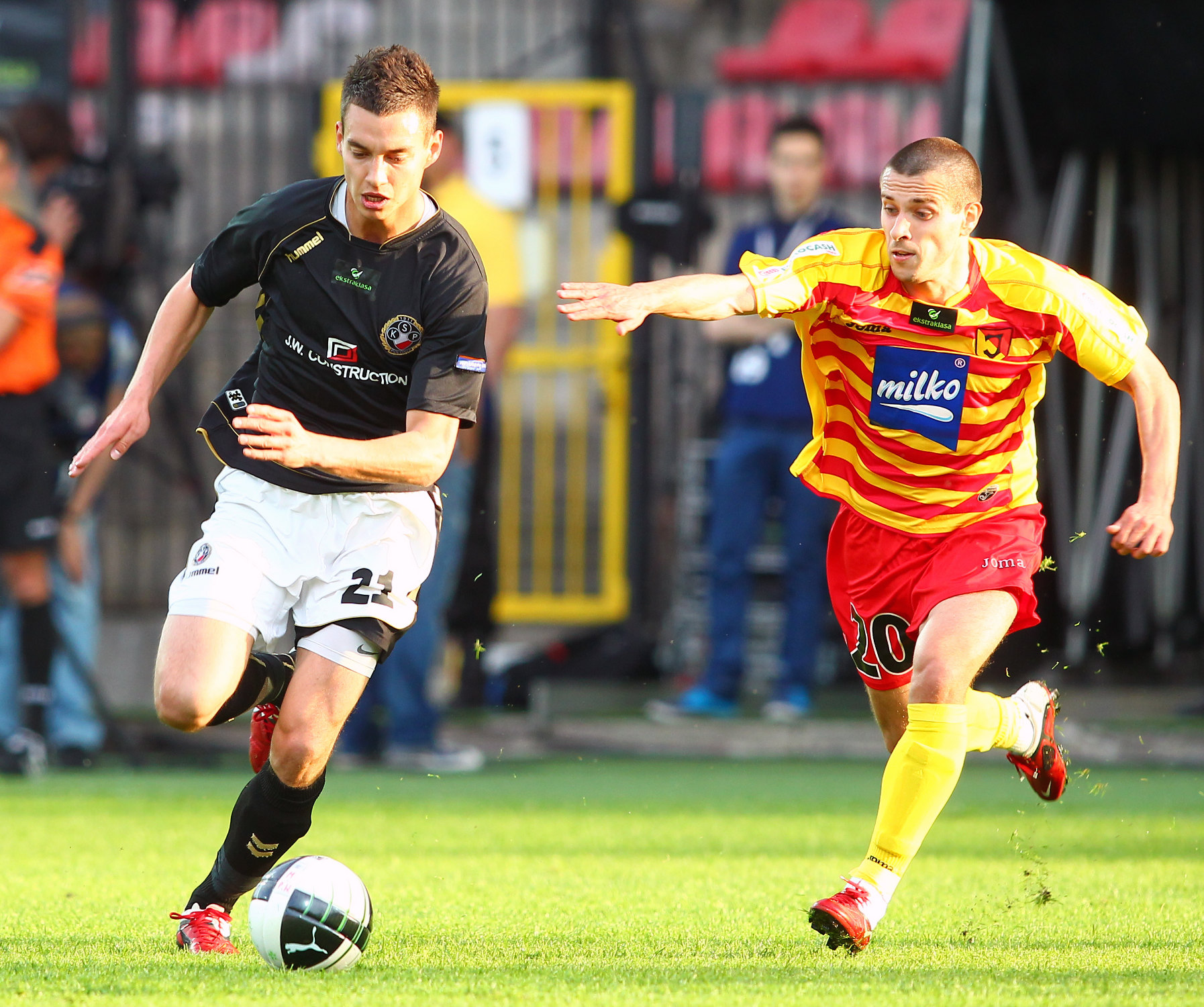
Maciej Sadlok i Maciej Makuszewski

Sadlok jest wychowankiem drużyny Pasjonat Dankowice, w której aktualnie jego ojciec pełni funkcję prezesa. Piłkarz rozpoczął swoją profesjonalną karierę w klubie z Dankowic w 2005 roku. Wiosną rozgrywek sezonu 2006/2007 przeniósł się do drużyny Ruchu Chorzów, która zajęła wówczas 1. miejsce w I lidze i awansowała do Ekstraklasy. W swoim debiutanckim sezonie w pierwszej lidze gracz rozegrał 8 spotkań, nie zdobywając żadnej bramki. W kolejnych rozgrywkach grał w pierwszej drużynie o wiele częściej, występując w niej 17 razy. 24 czerwca 2010 przedłużył do końca czerwca 2012 roku swój kontrakt z Ruchem Chorzów.
30 sierpnia 2010 przeszedł na zasadzie definitywnego transferu do Polonii Warszawa za kwotę 2,7 mln złotych. Jednocześnie Sadlok został wypożyczony do końca rundy jesiennej do swojego byłego klubu - Ruchu Chorzów. W czerwcu 2012 roku związał się z Ruchem Chorzów trzyletnim kontraktem. Kolejna przygoda z drużyną niebieskich skończyła się dla niego po dwóch sezonach. W tym czasie rozegrał dla pierwszej drużyny Ruchu 24 spotkania we wszystkich rozgrywkach.
W czerwcu 2014 roku podpisał roczny kontrakt (z opcją przedłużenia na trzy lata) z Wisłą Kraków. W drużynie z Krakowa zadebiutował przeciwko Górnikowi Łęczna, w tym meczu zdobył także swojego pierwszego gola dla Wisły. 10 listopada przedłużył kontrakt do 2021 roku z opcją przedłużenia o kolejny rok. Kontrakt zakończył się 11 czerwca 2022 roku i nie został przedłużony, a zawodnik opuścił krakowski klub.
1 lipca 2022 roku został piłkarzem Ruchu Chorzów.
17 lipca 2025 został zawodnikiem  klubu Sparta Kazimiera Wielka

## Kariera reprezentacyjna
Sadlok występował w reprezentacji Polski. 14 listopada 2009 roku zadebiutował w meczu z Rumunią wchodząc na boisko w 90. minucie. Cztery dni później zagrał cały mecz z Kanadą. Wcześniej grał w kadrze U-21, w której rozegrał pięć spotkań.

## Statystyki

### Klubowe
(stan na 15 sierpnia 2023)
| Klub               | Sezon              | Liga               | Liga  | Liga   | Puchar krajowy | Puchar krajowy | Puchar ligi | Puchar ligi | Kontynentalne | Kontynentalne | Suma  | Suma   |
| Klub               | Sezon              | Liga               | Mecze | Bramki | Mecze          | Bramki         | Mecze       | Bramki      | Mecze         | Bramki        | Mecze | Bramki |
| ------------------ | ------------------ | ------------------ | ----- | ------ | -------------- | -------------- | ----------- | ----------- | ------------- | ------------- | ----- | ------ |
| Ruch Chorzów       | 2007/2008          | Ekstraklasa        | 8     | 0      | 2              | 0              | 5           | 0           | –             | –             | 15    | 0      |
| Ruch Chorzów       | 2008/2009          | Ekstraklasa        | 17    | 0      | 2              | 0              | 4           | 0           | –             | –             | 23    | 0      |
| Ruch Chorzów       | 2009/2010          | Ekstraklasa        | 29    | 0      | 3              | 0              | –           | –           | –             | –             | 32    | 0      |
| Ruch Chorzów       | 2010/2011(j.)      | Ekstraklasa        | 14    | 1      | 2              | 0              | –           | –           | 5             | 0             | 21    | 1      |
| Ruch Chorzów       | Łącznie            | Łącznie            | 68    | 1      | 9              | 0              | 9           | 0           | 5             | 0             | 91    | 1      |
| Polonia Warszawa   | 2010/2011(w.)      | Ekstraklasa        | 10    | 0      | 2              | 0              | –           | –           | –             | –             | 12    | 0      |
| Polonia Warszawa   | 2011/2012          | Ekstraklasa        | 21    | 0      | 2              | 0              | –           | –           | –             | –             | 23    | 0      |
| Polonia Warszawa   | Łącznie            | Łącznie            | 31    | 0      | 4              | 0              | 0           | 0           | 0             | 0             | 35    | 0      |
| Ruch Chorzów       | 2012/2013          | Ekstraklasa        | 11    | 0      | 1              | 0              | –           | –           | 4             | 0             | 16    | 0      |
| Ruch Chorzów       | 2013/2014          | Ekstraklasa        | 8     | 0      | 0              | 0              | –           | –           | –             | –             | 8     | 0      |
| Ruch Chorzów       | Łącznie            | Łącznie            | 19    | 0      | 1              | 0              | 0           | 0           | 4             | 0             | 24    | 0      |
| Wisła Kraków       | 2014/2015          | Ekstraklasa        | 31    | 2      | 0              | 0              | –           | –           | –             | –             | 31    | 2      |
| Wisła Kraków       | 2015/2016          | Ekstraklasa        | 27    | 1      | 0              | 0              | –           | –           | –             | –             | 27    | 1      |
| Wisła Kraków       | 2016/2017          | Ekstraklasa        | 29    | 0      | 2              | 0              | –           | –           | –             | –             | 31    | 0      |
| Wisła Kraków       | 2017/2018          | Ekstraklasa        | 28    | 0      | 1              | 0              | –           | –           | –             | –             | 29    | 0      |
| Wisła Kraków       | 2018/2019          | Ekstraklasa        | 27    | 0      | 1              | 0              | –           | –           | –             | –             | 28    | 0      |
| Wisła Kraków       | 2019/2020          | Ekstraklasa        | 35    | 1      | 0              | 0              | –           | –           | –             | –             | 35    | 1      |
| Wisła Kraków       | 2020/2021          | Ekstraklasa        | 25    | 2      | 1              | 0              | –           | –           | –             | –             | 26    | 2      |
| Wisła Kraków       | 2021/2022          | Ekstraklasa        | 20    | 1      | 4              | 0              | –           | –           | –             | –             | 24    | 1      |
| Wisła Kraków       | Łącznie            | Łącznie            | 222   | 7      | 9              | 0              | 0           | 0           | 0             | 0             | 231   | 7      |
| Ruch Chorzów       | 2022/2023          | Fortuna 1 Liga     | 22    | 1      | 0              | 0              | –           | –           | –             | –             | 22    | 1      |
| Ruch Chorzów       | 2023/2024          | Ekstraklasa        | 4     | 0      | 0              | 0              | –           | –           | –             | –             | 4     | 0      |
| Ruch Chorzów       | Łącznie            | Łącznie            | 26    | 1      | 0              | 0              | 0           | 0           | 0             | 0             | 26    | 1      |
| Łącznie w karierze | Łącznie w karierze | Łącznie w karierze | 366   | 9      | 23             | 0              | 9           | 0           | 9             | 0             | 407   | 9      |

### Reprezentacyjne
(aktualne na 16 grudnia 2011)
| Reprezentacja | Rok  | Mecze | Bramki |
| ------------- | ---- | ----- | ------ |
| Polska        |      |       |        |
| 2009          | 2    | 0     |        |
| 2010          | 11   | 0     |        |
| 2011          | 3    | 0     |        |
| Suma          | Suma | 15    | 0      |

| Mecze i gole w reprezentacji | Mecze i gole w reprezentacji | Mecze i gole w reprezentacji | Mecze i gole w reprezentacji | Mecze i gole w reprezentacji | Mecze i gole w reprezentacji | Mecze i gole w reprezentacji |
| #                            | Data                         | Miasto                       | Przeciwnik                   | Gol                          | Wynik                        | Rozgrywki                    |
| ---------------------------- | ---------------------------- | ---------------------------- | ---------------------------- | ---------------------------- | ---------------------------- | ---------------------------- |
| 1.                           | 14 listopada 2009            | Warszawa                     | Rumunia                      |                              | 0:1                          | towarzyski                   |
| 2.                           | 18 listopada 2009            | Bydgoszcz                    | Kanada                       |                              | 1:0                          | towarzyski                   |
| 3.                           | 17 stycznia 2010             | Nakhon Ratchasima            | Dania                        |                              | 1:3                          | PKT 2010                     |
| 4.                           | 20 stycznia 2010             | Nakhon Ratchasima            | Tajlandia                    |                              | 3:1                          | PKT 2010                     |
| 5.                           | 23 stycznia 2010             | Nakhon Ratchasima            | Singapur                     |                              | 6:1                          | PKT 2010                     |
| 6.                           | 3 marca 2010                 | Warszawa                     | Bułgaria                     |                              | 2:0                          | towarzyski                   |
| 7.                           | 29 maja 2010                 | Kielce                       | Finlandia                    |                              | 0:0                          | towarzyski                   |
| 8.                           | 2 czerwca 2010               | Kufstein                     | Serbia                       |                              | 0:0                          | towarzyski                   |
| 9.                           | 8 czerwca 2010               | Murcja                       | Hiszpania                    |                              | 0:6                          | towarzyski                   |
| 10.                          | 11 sierpnia 2010             | Szczecin                     | Kamerun                      |                              | 0:3                          | towarzyski                   |
| 11.                          | 17 listopada 2010            | Poznań                       | Wybrzeże Kości Słoniowej     |                              | 3:1                          | towarzyski                   |
| 12.                          | 10 grudnia 2010              | Antalya                      | Bośnia i Hercegowina         |                              | 2:2                          | towarzyski                   |
| 13.                          | 25 marca 2011                | Kowno                        | Litwa                        |                              | 0:2                          | towarzyski                   |
| 14.                          | 29 marca 2011                | Pireus                       | Grecja                       |                              | 0:0                          | towarzyski                   |
| 15.                          | 16 grudnia 2011              | Antalya                      | Bośnia i Hercegowina         |                              | 1:0                          | towarzyski                   |

## Osiągnięcia

### Ruch Chorzów
- mistrzostwo I ligi 2006/07 (awans do ekstraklasy)
- wicemistrzostwo I ligi 2022/23 (awans do ekstraklasy)
- 2x trzecie miejsce w ekstraklasie 2009/10, 2013/14
- finał Pucharu Polski 2008/09